# Piotr Stokowiec
Piotr Stokowiec, né le 25 mai 1972 à Kielce, est un joueur polonais de football qui exerce aujourd'hui la fonction d'entraîneur. 

## Biographie

### Une bonne carrière de joueur en Pologne
Au poste de défenseur ou de milieu défensif entre les années 1990 et 2010, Piotr Stokowiec joue 131 matchs de première division polonaise, avec le KSZO Ostrowiec Świętokrzyski, le Śląsk Wrocław, le Dyskobolia Grodzisk Wielkopolski et le Polonia Varsovie. Il connaît également deux courtes expériences à l'étranger, à l'Akademisk Boldklub Copenhague au Danemark et à Notodden en Norvège.
Alors qu'il décide de mettre un terme à sa carrière à l'issue de la saison 2006-2007 au Wigry Suwałki, après avoir été son entraîneur lors de la deuxième partie de saison, il est contraint d'y revenir disputer deux nouveaux matchs en août 2007, pour faire face à une pénurie de joueurs dans la ligne arrière.

### Parcours d'entraîneur

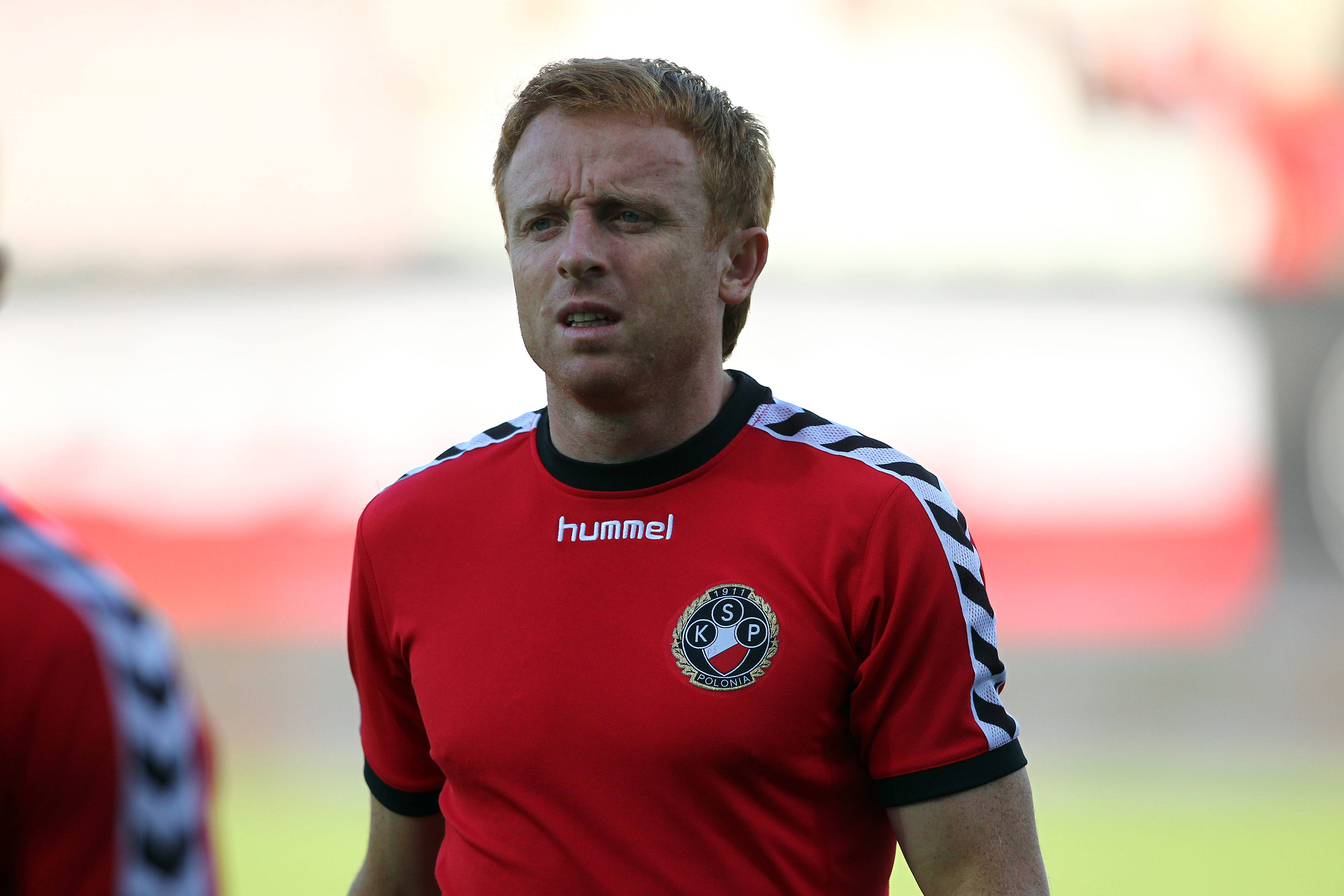
Sous le maillot du Polonia Varsovie, en 2010.

Après six mois en tant qu'entraîneur-joueur à Suwałki, Piotr Stokowiec rejoint en 2009 le staff technique de Paweł Janas au Widzew Łódź. Il suit ce dernier à l'été 2010 pour partir au Polonia Varsovie, son ancien club, et devenir l'adjoint de l'Espagnol José Mari Bakero. Il restera en poste après l'éviction de celui-ci, pour être sous les ordres de Janas puis de Theo Bos.
Les résultats du Polonia n'étant pas meilleurs avec le Néerlandais, Bos est limogé en mars 2011, deux mois seulement après son entrée en fonction, et est remplacé par Stokowiec qui devient entraîneur par intérim. Remplacé par la suite par Jacek Zieliński, il reste toutefois au club pour dans un premier temps être responsable de l'analyse du jeu, puis dans un second diriger l'équipe réserve à partir du 1er juillet 2011.
En juillet 2012, après le changement de propriétaire au sein du Polonia Varsovie, Piotr Stokowiec est à nouveau nommé sur le banc de l'équipe première, mais cette fois-ci de façon permanente. Sa première saison en première division est satisfaisante, le Polonia se classant à la sixième place, à quatre points d'une qualification pour la Ligue Europa. Cependant, pour des questions d'impayés de salaires et de nombreuses dettes, le Polonia Varsovie ne reçoit pas de licence pour la saison suivante de la part de la commission des clubs de la fédération polonaise et est contraint de redémarrer en cinquième division,.
Libéré par le Polonia, Stokowiec est nommé entraîneur du Jagiellonia Białystok le 17 juin 2013. Malgré un bon parcours en Coupe de Pologne (demi-finale atteinte), les résultats du Jagiellonia sont décevants et l'entraîneur est limogé le 7 avril 2014, après une lourde défaite contre le Lech Poznań.
Le 12 mai 2014, il signe un contrat avec le Zagłębie Lubin, à la lutte pour se maintenir en première division. Alors qu'il ne lui reste que quatre matchs à jouer, Stokowiec les perd tous, dont un sur forfait après des incidents en tribune, et le Zagłębie, dernier du classement, descend en deuxième division. Conforté toutefois à son poste après cet échec, le Polonais réussit brillamment à ramener le club vers l'élite à l'issue de la saison 2014-2015.

## Palmarès
- Vainqueur de la Coupe de Pologne en 2019 avec le Lechia Gdańsk
- Vainqueur de la Supercoupe de Pologne en 2019 avec le Lechia Gdańsk
- Finaliste de la Coupe de Pologne en 2020 avec le Lechia Gdańsk

## Statistiques
Le tableau ci-dessous représente les statistiques de Piotr Stokowiec en tant qu'entraîneur principal, :
| Saison    | Club                  | Division    | Matchs | V  | N | D  | % victoires |
| --------- | --------------------- | ----------- | ------ | -- | - | -- | ----------- |
| 2010-2011 | Polonia Varsovie      | Ekstraklasa | 1      | 0  | 0 | 1  | 0 %         |
| 2012-2013 | Polonia Varsovie      | Ekstraklasa | 32     | 12 | 9 | 11 | 38 %        |
| 2013-2014 | Jagiellonia Białystok | Ekstraklasa | 33     | 13 | 9 | 11 | 39 %        |
| 2013-2014 | Zagłębie Lubin        | Ekstraklasa | 4      | 0  | 0 | 4  | 0 %         |
| 2014-2015 | Zagłębie Lubin        | I liga      | 36     | 24 | 8 | 4  | 67 %        |
| 2015-2016 | Zagłębie Lubin        | Ekstraklasa | 34     | 15 | 8 | 11 | 44 %        |